# Bayerische Staatsbrauerei Weihenstephan

Bayerische Staatsbrauerei Weihenstephan är ett bryggeri i Freising utanför München i södra Tyskland. Bryggeriet ägs av förbundslandet Bayern och ligger på en platsen för ett tidigare kloster. År 2014 producerade bryggeriet 403 039 hektoliter öl.Bryggeriet marknadsför sig själv som världens äldsta bryggeri. Bryggeriet är vanligen känt under namnet Weihenstephaner, vilket är det som står på etiketterna på flaskorna.

## Historik

### Grundande
Fram till 1950-talet sades bryggeriet vara grundat år 1146, men ett dokument som hävdade att bryggeriet grundats 1040 fick spridning under 1950-talet. I dokumentet beskrivs hur biskopen Otto av Freising givit staden bryggerirättigheter. Dokumentets äkthet är omtvistad, dels då Otto av Freising var född på 1100-talet, över 60 år senare, och dels då det beskrivits som en förfalskning gjord på 1600-talet. Även årtalet 1146 kommer från en källa som anses vara förfalskad. Den första gången som bryggeriet nämns i en skriftlig källa är i en text från 1675. En annan källa menar även på att det redan är 768 fanns en humleodling i närheten. Ölen bryggdes under hela denna tid av klostrets munkar, på samma plats som bryggeriet ligger på idag.

### Statligt ägande
År 1803 stängdes klostret som en följd av den ökade sekulariseringen i Tyskland. Klostret och således även bryggeriet köptes av staten Bayern som då döpte bryggeriet till Königlich Bayerische Staatsbrauerei Weihenstephan (Det kungliga Bayerska bryggeriet Weihenstephan på svenska). År 1921 ändrades namnet till det nuvarande namnet. Idag ligger även en högskola i det tidigare klostret alldeles intill bryggeriet. Trots att bryggeriet är statligt ägt drivs det som ett företag och konkurrerar med andra bryggerier.  

## Produkter

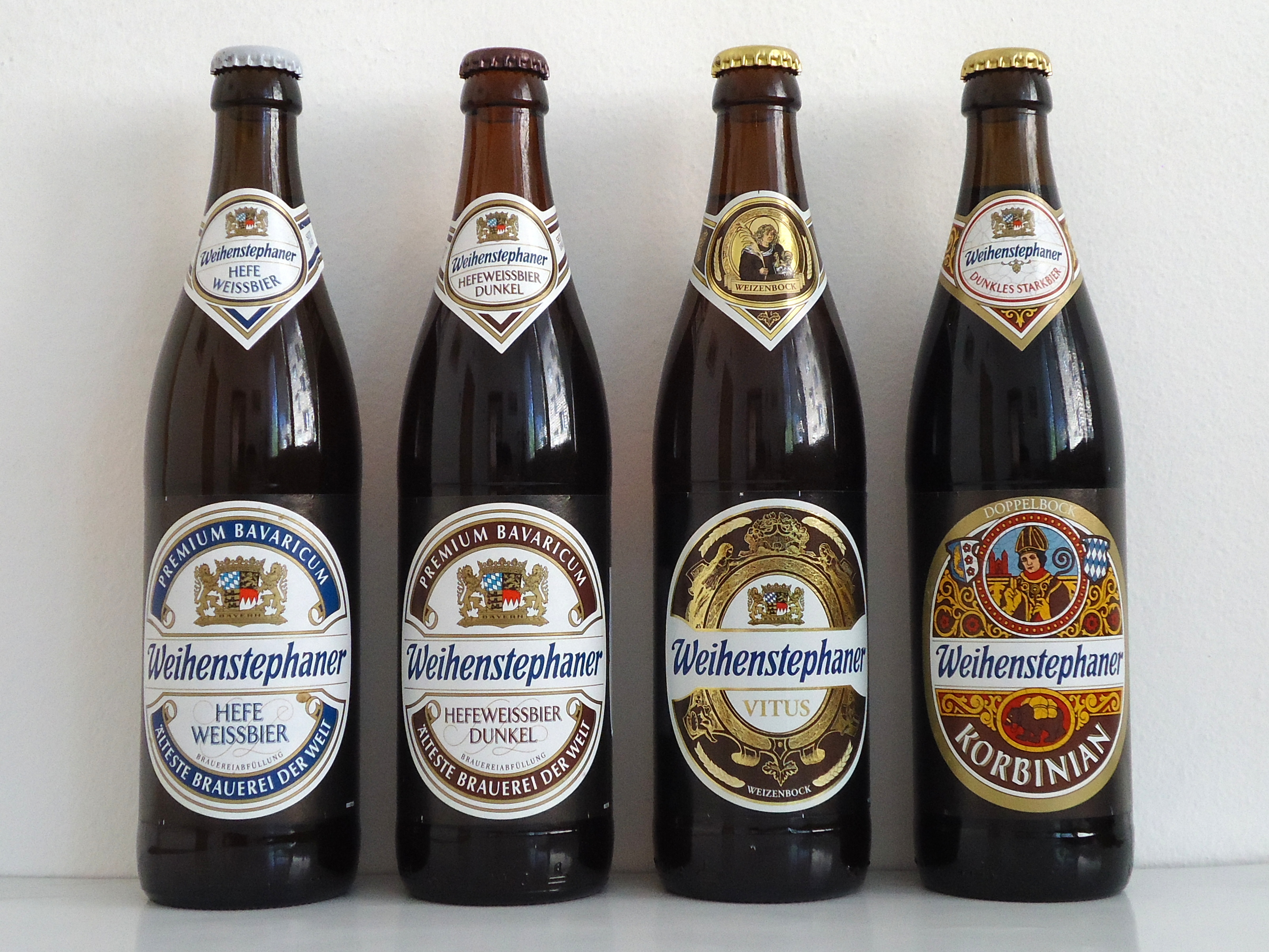
4 olika typer av öl från Weihenstephaner

Weihenstephaners fulla sortiment i Tyskland innefattar nedan beskrivna drycker.
- Weihenstephaner Helles, Ljus lager med en styrka på 4,8%.
- Hefeweißbier, Ljus Veteöl med en styrka på 5,4%. Säljs i Sverige på Systembolaget (2024).
- Hefeweißbier Dunkel, Mörk weißbier med en styrka på 5,3%. Säljs i Sverige på systembolaget (2024).
- Hefeweißbier Leicht, en ljus, något svagare/lättare weißbier med en styrka på 2,6%.
- Hefeweißbier Alkoholfrei, en alkoholfri ljus weißbier. Säljs i Sverige i matbutiker.
- Kristallweißbier, en filtrerad ljus weißbier med en styrka på 5,4%. Säljs i Sverige på systembolaget (2024).
- Vitus, en starkare ljus weißbier, en så kallad Weizenbock, med en styrka på 7,7%. Säljs i Sverige på systembolaget (2024).
- Original Helles, en ljus lager med en styrka på 5,1%. Säljs i Sverige på systembolaget (2024).
- Original Helles Alkoholfrei, en alkoholfri ljus lager.
- Pils, en pilsner med en styrka på 5,1%.
- Tradition Bayrisch Dunkel, en mörk öl med en styrka på 5,2%.
- Korbinian, en starkare mörk öl, en så kallad Doppelbock, med en styrka på 7,4%. Säljs i Sverige på systembolaget (2024).
- Kellerbier 1516, en något starkare grumlig ljus öl, en så kallad kellerbier, med en styrka på 5,6%. Säljs i Sverige på systembolaget (2024).
- Festbier, en något starkare variant på ölen Helles, avsedd för Oktoberfest med en styrka på 5,8%. Säljs i Sverige på systembolaget (2024).
- Winterfestbier, en vintervariant av festbier, med samma styrka på 5,8%.
- Naturradler, en blanddryck med hälften ljus öl och hälften citronlemonad, med en styrka på 2,6%.[3]

## Utmärkelser
2016: Guld i kategorin: Sydtysk Hefe-Weissbier för Weihenstephaner Hefeweißbier. Silver i Kategorin: Tysk veteöl för Weihenstephaner Kristallweißbier.

2022: Guld i kategorin: Tysk veteöl för Weihenstephaner Hefeweißbier Dunkel.